# Windmühle von Bussy
Die Windmühle von Bussy oder auch Windmühle von Brye war eine historische hölzerne Bockwindmühle in Brye, die Feldmarschall Blücher während der Schlacht bei Ligny als Hauptquartier und Aussichtspunkt diente. Sie wurde 1895 abgetragen.

## Lage
Zwischen den Orten Saint-Amand, Wagnelée, Ligny und Brye befindet sich ein Höhenzug, auch „Plateau“ genannt. Nordwestlich dieses Höhenrückens liegt der Ort Brye mit einer alten Kirche. Unmittelbar südlich vom Ort, an der Rue de Sombreffe, am höchsten Punkt des Höhenzuges, erhob sich die besagte Windmühle. Unmittelbar neben der Mühle war die Ferme du Moulin, die auch noch heute existiert.

## Hauptquartier und Beobachtungspunkt von Blücher
Blücher und sein Stab bezogen die Windmühle am Morgen des 16. Juni 1815, weil sie ihm einen hervorragenden Beobachtungspunkt zum Überblick über das gesamte südliche Tiefgelände bot. Er ahnte zu diesem Zeitpunkt noch nicht, dass Napoleon im Süden ebenfalls eine Windmühle, die Moulin Naveau – ein Holländerwindmühle, deren Turm sich bis heute erhalten hat (50° 29′ 7,6″ N, 4° 33′ 18,3″ O) – am nördlichen Ortsrand von Fleurus, keine vier Kilometer in Sichtweite von Blücher entfernt, bezog, um von dort aus die Schlacht zu überblicken. Mittags kam Wellington aus Quatre Bras und wurde von Tippelskirchs 5. Infanterie-Brigade begrüßt. Wellington, seine Stabsoffiziere (einige hatten ihre Regenschirme mitgenommen) und seine Eskorte ritten nun zur Windmühle. Um 1 Uhr traf Wellington im Hauptquartier von Blücher ein und beide berieten dort die Lage und die Maßnahmen, die sie ergreifen wollten. Strittig ist bis heute, inwieweit dieser dem preußischen Feldmarschall die Hilfe in Aussicht gestellt haben soll:

„Um 1 Uhr kam der Herzog von Wellington zum Feldmarschall Blücher bei der Windmühle von Bry an. Der Herzog sagte dem Feldmarschall, daß seine Armee sich in diesem Augenblick bei Quatrebras versammle und daß er damit zu seiner Hülfe in wenig Stunden herbei eilen werde; ‚à quatre heures je serais ici,‘, sollen seine Worte gewesen sein, indem er dem Pferde die Sporen gab.“

„Es entstand jetzt die Frage, auf welche Art der Herzog von Wellington den Fürsten Blücher auf die wirksamste Art würde unterstützen können, da der Angriff ganz auf diesen gerichtet schien. Der Herzog erbot sich das, was er bei Frasnes vor seiner Front hatte,  über den Haufen zu werfen und auf Gosslies zu marschieren. Diese Bewegung müsste sehr entscheidend werden, allein es war nicht wahrscheinlich, dass sie der Herzog noch im Laufe des Tages würde ausführen können,  und man fürchtete, dass der Fürst Blücher Gefahr lief von der ganzen  Macht Bonapartes erdrückt zu werden, ehe diese Umgehung vollendet sei. – So wurde daher zweckmäßiger gehalten, dass die Wellingtonsche Armee auf der Chaussee von Quatre bras zur Unterstützung heranrücke. In der Absicht dies auszuführen, kam der Herzog Wellington gegen 3 Uhr wieder bei Quatre bras an.“

Von hieraus griff Blücher persönlich in das Schlachtgeschehen ein, die mit seinem Sturz vom Pferd endete. Von hieraus überwachte auch Gneisenau die Schlacht und gab dann Befehl zum Rückzug. Am Abend des Tages erreichte auch Napoleon die Stelle, von der auch er seinen Pyrrhussieg in Augenschein nahm. Daher ist die besagte Windmühle immer wieder in historischen Bildwerken abgebildet worden.

### Bildergalerie

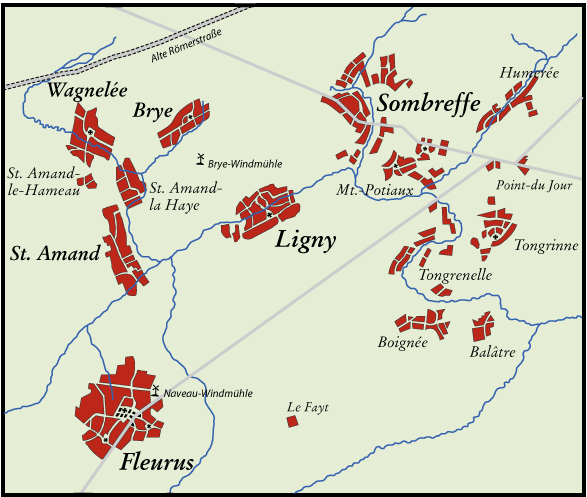
Die Lage der beiden Windmühlen auf dem Schlachtfeld von Ligny
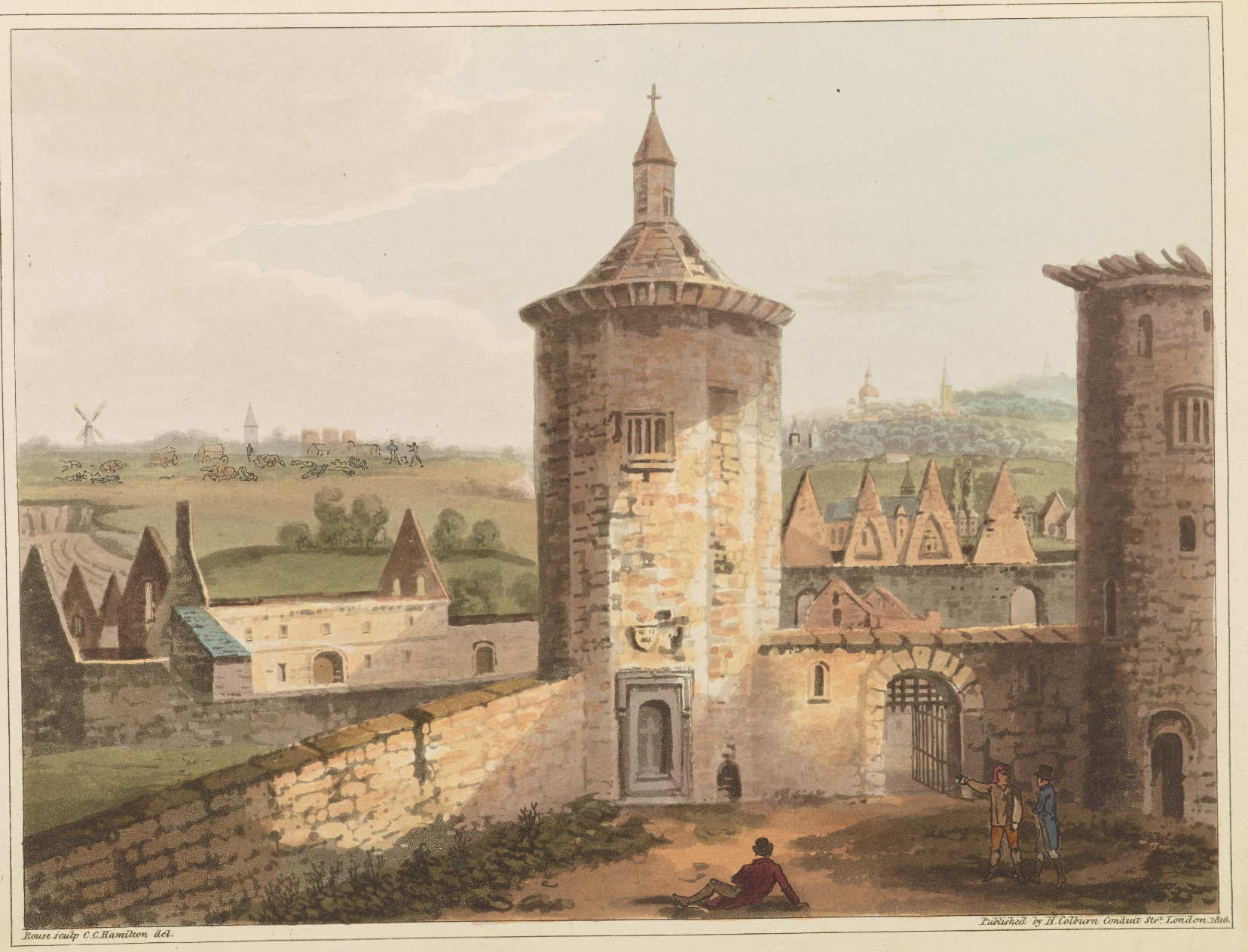
Die Burg bei Ligny, im Hintergrund Brey mit der Windmühle
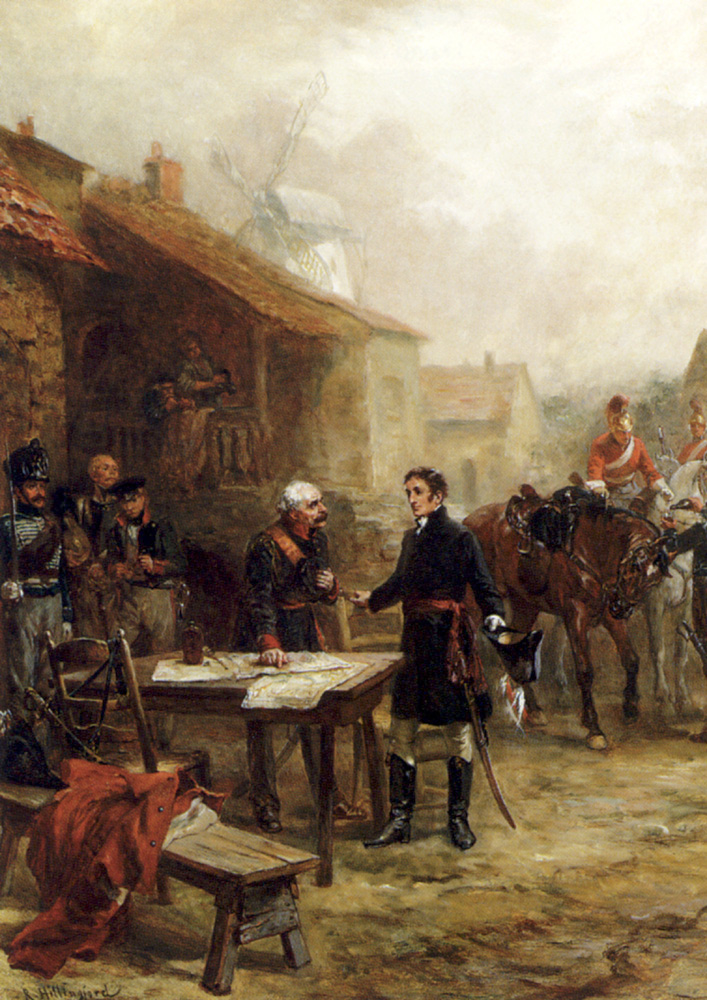
Wellington und Blücher beim Treffen in Ferm du Moulin von Robert Alexander Hillingford
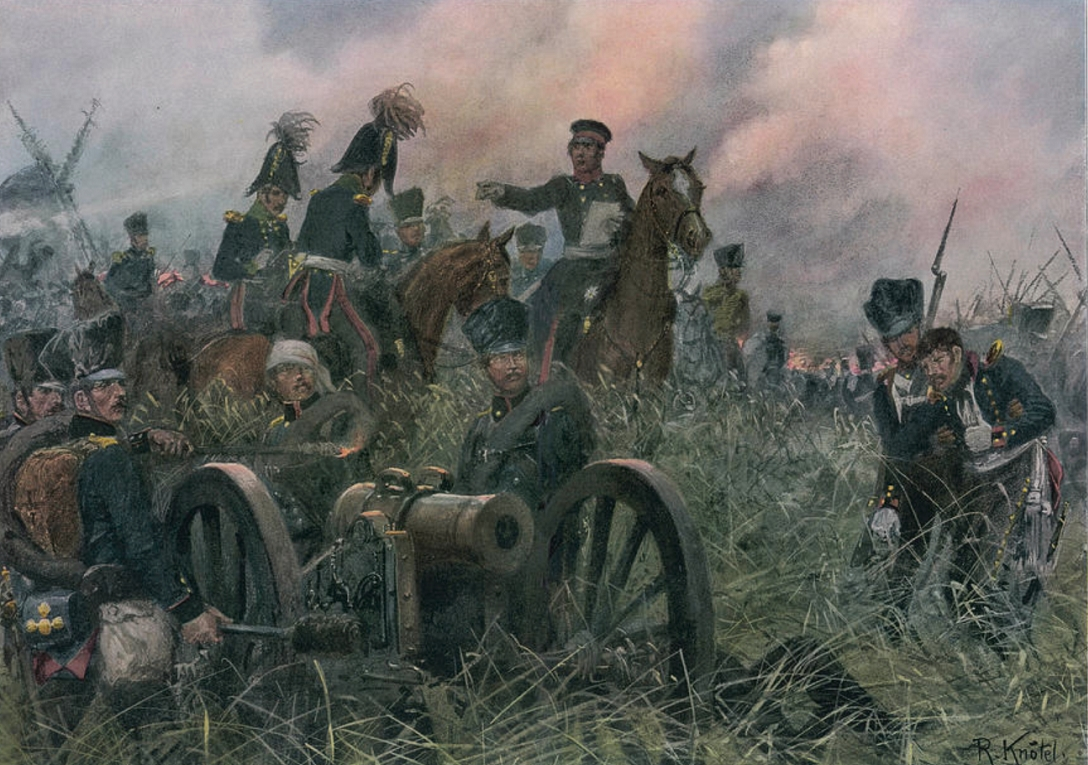
Gneisenau befehligt den Rückzug, im Hintergrund die Windmühle von Richard Knötel
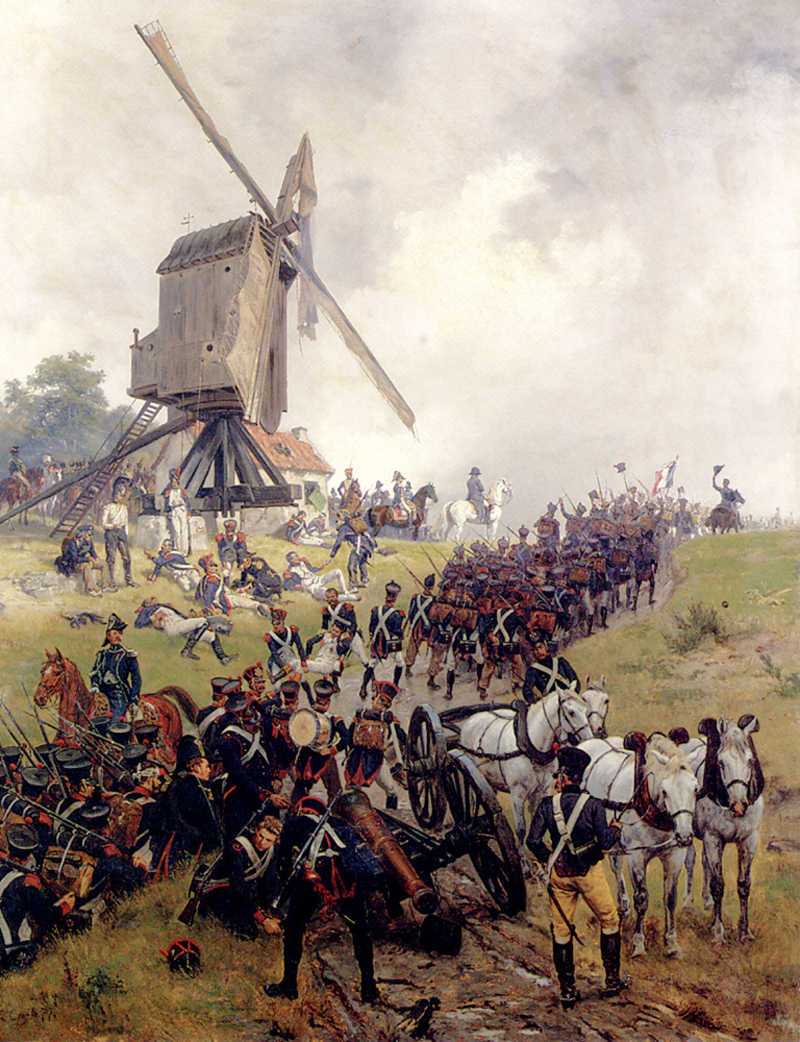
Napoleon nimmt am Abend die an ihm vorbei defilierenden siegreichen Truppen an der Windmühle ab von Ernest Crofts